# 劉鎮華
劉 鎮華（りゅう ちんか）は、中華民国時代の軍人。河南省・陝西省一帯で活動した鎮嵩軍の統領として知られる人物。最初は北京政府、後に国民政府（国民革命軍）に参加した。字は雪亜。

## 事績

### 鎮嵩軍統領
鞏県神抵村出身。幼年期は私塾で学び、1903年考中秀才。清末の附生で、後に直隷省の保定府法政専門学堂の監獄科で学ぶ。卒業後は河南省法政専門学堂の庶務長（河南開封中州学堂の事務科長とも）をつとめた。1909年、同盟会に加入。
1911年11月 辛亥革命の際には、河南省の視学の身分で豫西（河南省西部）一帯を奔走して、反清活動に参加し、幇会（民間秘密結社）や遊侠の士と交流した。革命派の秦隴復漢軍が成立すると、劉は匪賊3000人余りを集めて民軍を組織し、潼関で趙倜率いる毅軍と交戦。同軍大都督・張鈁率いる東路征討軍に加わる。これにより、大都督府書記官に任命され、さらに参議に昇進して対外交渉事務を担当した。
中華民国成立後、陝西陸軍第一混成旅旅長。しかし、陝西軍政府は軍縮を迫られたため、張鈁により劉の部隊は豫西22県に分散させる事になった。劉鎮華率いる軍は鎮嵩軍を称し、劉はその統領に任命された。鎮嵩軍とは、嵩山の近くを根拠地としたことから命名されたものである。また張鈁の推薦もあって、劉は袁世凱から豫西監察使（後に道尹）兼鎮嵩軍統領に任命された。これにより、劉は豫西に割拠し、勢力を確立することになった。また、革命に協力していた匪賊の張治公、憨玉琨、紫雲升も鎮嵩軍に加え、それぞれ3個路標統に任じた。
1913年（民国2年）二次革命（第二革命）では、劉鎮華は袁世凱を支持した。3月、革命派に与する匪賊・白朗率いる「白狼匪」が河南西部で反乱を起こした。劉は責任を問われ、豫西監察使を更迭させられてしまう。劉は汚名返上のため、省境の富水関、太平溝一帯で白朗軍を掃討し、黄興の使者・楊体鋭を霊宝県にて暗殺し、黄が張鈁・張鳳翽らにあてた親書を盗んで袁世凱に届け、その信任を得た。さらに1914年8月、張治公率いる1個団を以て中央からの拱衛軍2個団とともに寶豐戰鬥にて追い詰め、ついに白朗を敗死せしめた。劉鎮華は白朗の墓を発き、その首を袁世凱に差し出した。これらの功績により、豫西監察使の職に復帰した。1916年（民国5年）6月に袁が死去して後は、劉は段祺瑞の安徽派に与している。
1917年（民国6年）9月、陝西省の革命派軍人・胡景翼が、孫文の側近于右任を迎え入れ、護法戦争に参加する陝西靖国軍を組織する。これにより胡は、安徽派の陝西督軍・陳樹藩に対抗した。1918年（民国7年）2月、劣勢となった陳は、陝西省長の地位をもって劉鎮華に援軍を打診する。劉は鎮嵩軍を率いて西安に駆けつけ、3月に陝西省長に就任した。鎮嵩軍は段祺瑞が七省から集めた約10万人あまりの援軍「八省聯軍」と連携。鄠県を攻め、靖国軍右翼先鋒の第2遊撃司令・張義安を敗死せしめた。

### 陝西省の支配者に
1920年（民国9年）7月に安直戦争が勃発して安徽派が敗北すると、それを後ろ盾にしていた陳樹藩の権威は揺らぐ。そして、まもなく直隷派の第20師師長閻相文が陝西督軍として赴任してきた。陳樹藩は離任を拒んで陝西省に居座り続けていたが、劉鎮華は閻に寝返って
馮玉祥の第16混成旅、呉新田の第7師とともに陳の掃討に協力し、陝西省長の地位を維持した。鎮嵩軍は入陝前の1千人～4千人から4万人余りへ、のち1925年時点では10万人へと勢力を拡大した。
その後まもなく、閻相文が自殺すると、第11師師長の馮玉祥が後任督軍に就任する。劉鎮華は馮に接近してその信任を得ることに成功し、義兄弟の契り（「換譜兄弟」）を結んだ。1922年（民国11年）4月の第1次奉直戦争で馮が河南省へ出撃すると、陝西督軍の地位は劉に委譲された。のち、省長も兼任した。劉の陝西治世は、腐敗と暴力にまみれたものだったと言われ、アヘン栽培で暴利をむさぼった。一方で教育には熱心で、1923年9月に西安で西北大学創設に携わるが、皮肉にものち劉自ら西安包囲戦で1926年10月に壊滅させてしまっている。
1924年（民国13年）9月の第2次奉直戦争でも、劉鎮華は直隷派として奉天派と戦い、配下の憨玉琨を河南方面に出撃させた。しかし同年10月に馮玉祥が北京政変（首都革命）を発動するという新たな事態に直面し、劉の姿勢や立場が混迷し始める。当初劉自身は、呉佩孚率いる直隷派をそのまま頼みとして、馮の国民軍と戦うよう憨に命じた。ところが憨は国民軍の方が頼りになるとみなし、独断で国民軍側に寝返り、呉を撃破して洛陽を占拠してしまう。これにより、劉も情勢に流されるまま、国民軍支持に転じたのである。
しかし同年12月、河南督軍に任命された国民軍副司令兼第2軍軍長胡景翼と憨玉琨との間で、河南省をめぐる地盤争い（「胡憨之戦」）が勃発する。当初、馮玉祥は両者を調停させようとして、国民軍副司令兼第3軍軍長孫岳を派遣した。しかし、劉鎮華と憨の野心は深く、1925年（民国14年）2月25日には陝西督軍の地位を呉新田に任せて劉自ら洛陽に乗り込み、胡軍を攻撃する。これにより、3月6日に交渉は決裂し、全面対決に至った。
精鋭部隊である国民軍を率いる胡景翼の方が優勢となり、3月9日には、劉鎮華は洛陽から駆逐されてしまう。さらに4月2日、憨玉琨も撃破されて自決した。こうして胡憨之戦は、胡の完勝に終わったのである（ただし、4月10日に胡は急逝している）。劉は山西省の运城に逃走して閻錫山に身を寄せた。

### 北京政府から国民政府へ
同年秋、劉鎮華は閻錫山の仲介を経て張作霖・呉佩孚の連合の下に復帰する。1926年（民国15年）1月、呉佩孚の討賊聯軍は胡景翼の後を継いだ岳維峻が治める河南省進攻を決意（鄂豫戦争）、東から靳雲鶚の第1軍、南から寇英傑の第2路軍が侵攻を開始した。劉は「討賊聯軍陝甘総司令」として西からの進攻を担当し、洛陽の田玉潔の第3師、李虎臣の第10師、そして鄭州から逃れてきた岳維峻の第2軍本隊を攻撃し、これを撃破した。
河南省掌握後、靳雲鶚・寇英傑は省内利権を巡って対立したが、それには加わらず、1926年4月、陝西省に逃げ込んだ第2軍・第3軍残部を追い潼関から河南省を出た。劉は鎮嵩軍を復活させ、国民軍から寝返った麻振武、緱張保らを糾合し、李虎臣と楊虎城ら率いる国民軍7万人が篭る西安城を10万人もの圧倒的な兵力で包囲したが、なかなか攻め落とすことができなかった。9月、五原誓師を行った馮玉祥と于右任率いる国民軍本隊が反撃に転じる。翌月、劉は陝西の国民軍と綏遠から出撃してきた国民軍本隊に挟撃されて大敗した。
敗走した劉は劉汝明の第10師に追われていたが、呉佩孚の命を受けた田維勤の助けを受けて12月に河南省に逃げ戻り、陝西省にほど近い陝州にて部隊の立て直しを図った。しかし、劉汝明も近隣の閿郷県に入り込んでおり、翌1月3日には陝州にも国民革命軍第5路の3個支隊9000人が相次いで出現、これと衝突した。更に、2月8日、安国軍大元帥・張作霖は呉佩孚が武漢を奪還できないことにしびれを切らし、「援呉」を名目として河南省進出を宣言、韓麟春・張学良率いる第3、4方面軍、および張宗昌率いる直魯聯軍も迫りつつあった。呉佩孚は奉天派との徹底抗戦を主張する靳雲鶚に後を任せて下野した。靳が河南省保衛軍を組織すると、張治公は洛陽を拠点として西路総指揮に任ぜられ、劉も2月19日、靳の奉天軍閥討伐声明に名を連ねているが、同時期奉天派に寝返っていたともいわれる。3月になると、劉の圧政に耐えかねた民衆が陝州や洛陽で暴動を起こし、その鎮圧に追われた。更に4月24日、部下の万逸才、姜明玉、李万如、徐朗軒らは国民聯軍への従属を表明した。直隷派も奉天派も敗北濃厚と見た劉鎮華は、かつて自身が裏切った張鈁や敵対した于右任の説得を受け、5月に自ら閿郷に赴いた馮玉祥に従属を表明した。劉の軍は国民革命軍第2集団軍東路軍として改編され、そのまま河南省への北伐に参加。張発奎率いる第1集団軍第4方面軍第1縦隊とともに上蔡県に追い詰められていた靳雲鶚を救出した。6月10日の鄭州会議以降は第8方面軍に改編され、開封以東の柳河、柳村に駐屯。6月13日には、河南省政府委員にも名を連ねた。
こうして馮玉祥のもと易幟を果たした河南省だったが、既存の旧直隷派各将と馮との間には対立が続き、更迭された靳雲鶚は9月に郾城で反乱を起こしていた。その頃、劉率いる第8方面軍は第2路として豫東の考城に展開し、第1路の鹿鍾麟、第3路の孫連仲とともに直魯聯軍と対峙していたが、10月13日には姜明玉、梅発魁、憨玉珍の3個師が方面軍副司令官の鄭金声を拉致して張宗昌へ離反した。動揺が広まった第2路は17日、考城を包囲された。11月3日に援軍によって解囲されたが、16日、劉志陸の直魯聯軍右路に撃破され、考城を奪われた。24日、馮玉祥は6個路の大軍によって反撃を開始し、26日に劉志陸を撃退した。
1928年春、第8方面軍は引き続き対奉天派の北伐に参加、河北で大名之役に参加した。京津制圧後、7月15日灤河会戦に参加、直魯聯軍を撃破した。
北伐終了後の1929年5月22日、劉は第11路軍総指揮として閻錫山の指揮下となったが、馮玉祥や閻錫山が蔣介石と対立するようになると、劉はこれに巻き込まれることを嫌い、日本、ドイツへ外遊した。
劉鎮華が外遊している間に、第11路軍総指揮を引き継いだ弟の劉茂恩は蔣介石に寝返っている。そのため1930年（民国19年）に帰国した劉鎮華もまた、蔣介石支持に転じた。11月3日、劉は豫陝晋辺区綏靖督弁として新郷に駐屯し、閻に備えた。
1932年（民国21年）の第4次中国共産党掃討作戦では、劉鎮華は豫鄂陝辺区綏靖督弁として南陽に駐屯した。さらに、楊永泰の新政学派に接近したことで1933年（民国22年）5月には、安徽省政府主席に任命され、まもなく豫鄂皖辺区剿匪総司令も兼任している。翌1934年、自ら戦線に赴き、皖南屯渓にて紅軍北上抗日先遣隊の瓦解に貢献した。その後、山陽への追撃は劉茂恩に任せて安慶に戻った。
しかし1936年（民国25年）10月、楊永泰の暗殺により劉の権威も失墜する。同月、劉は精神に失調を来たしたため、しばらく後に軍事・政治の各役職を退いた。1949年（民国38年）、家族とともに台湾に移った。
1955年11月18日、劉鎮華は台北にて死去。享年73。

## 注
1. ↑  劉紹唐主編『民国人物小伝 第3巻』は1882年としている。
2. ↑  本記事は、徐友春主編『民国人物大辞典 増訂版』と劉紹唐主編『民国人物小伝 第3巻』に従い、1955年11月18日死去をとる。しかし、黄中岩「劉鎮華」『民国高級将領列伝 2』は1956年死去、林炯如「劉鎮華」『民国人物伝 第3巻』は、1952年3月死去とするなど、異説も多い。
3. 1 2 3  杨 2001, p. 445.
4. 1 2 3 4 5 6 7 8 9 10 11 12 13  杨 2001, p. 446.
5. 1 2 3 4 5  “河南省志・人物志（传记上）第二章　軍事” (中国語).   河南省情网_河南省地方史志办公室. 2017年8月11日時点のオリジナルよりアーカイブ。2020年4月29日閲覧。
6. ↑  “九、人 物” (中国語).   西安地方志 - 西安市人民政府. 2020年12月12日閲覧。
7. 1 2 3 4 5 6 7 8 9  “1927年” (中国語).   河南省情网_河南省地方史志办公室. 2017年8月11日時点のオリジナルよりアーカイブ。2020年4月29日閲覧。
8. ↑  “2月8日 安国军总司令张作霖宣言进兵河南，直系发生分裂” (中国語).   中国知网. 2020年4月29日閲覧。
9. 1 2  戚 2001, p. 106.
10. ↑  戚 2001, p. 149.
11. ↑  戚 2001, p. 142.